# Giải đua ô tô Công thức 1 Anh 2008
Giải đua ô tô Công thức 1 Anh năm 2008 là chặng đua thứ chín của giải vô địch thế giới Công thức 1 năm 2008. Giải được tổ chức từ ngày 4 đến ngày 6 tháng 7 năm 2008.